# Mary McAleese

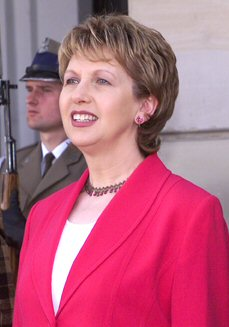
Mary McAleese (2004)

Mary Patricia McAleese [ˈmɛəɹɪ pəˈtɹɪʃə makəˈliːs] (irisch Máire Pádraigín Mhic Ghiolla Íosa [ˈmoɪrʲə ˈpɑːdrigʲiːɲ vʲikʲ ˈjilə ˈiːəsə]; * 27. Juni 1951 in Belfast, Nordirland, Vereinigtes Königreich) ist eine irische Journalistin und Politikerin. Von 1997 bis 2011 war sie Präsidentin von Irland.

## Leben
Geboren wurde McAleese 1951 im nordirischen Belfast als Mary Patricia Leneghan. Sie besuchte die St. Dominic’s High School, die Queen’s University Belfast und das Trinity College in Dublin. 1975 übernahm sie die Reid-Professur für Strafrecht, Kriminologie und Strafvollzug am Trinity College, als Nachfolgerin von Mary Robinson (ein Muster, das sich mehr als zwanzig Jahre später wiederholen würde). 1979 wurde sie bei Raidió Teilifís Éireann (RTÉ) Journalistin und Ansagerin. 1981 kehrte sie zur Reid-Professur zurück, arbeitete daneben jedoch in Teilzeit weitere vier Jahre für RTÉ. McAleese war Mitglied der Episkopalen Delegation der Katholischen Kirche im New Ireland Forum von 1984 und Mitglied der Delegation der Katholischen Kirche in der Nordkommission für strittige Paraden 1996.
1997 gewann McAleese die Wahl um die Nominierung zur Präsidentschaft der Fianna Fáil (der größten irischen Partei) gegen den ehemaligen Taoiseach (Ministerpräsidenten) Albert Reynolds. Am 11. November 1997 erfolgte ihre Inauguration als Präsidentin von Irland, wiederum als Nachfolgerin von Mary Robinson. So folgte zum ersten Mal in der modernen Geschichte eine Frau einer anderen als gewähltes Staatsoberhaupt nach.
Als gebürtige Nordirin besucht McAleese regelmäßig Nordirland und genießt die Zuneigung beider Bevölkerungsgruppen. Sie gilt zudem als Verehrerin von Königin Elisabeth II., die sie während ihrer Zeit als Pro-Vice Chancellor der Queens University in Belfast kennenlernte. Auf ihre Einladung hin unternahm Elisabeth II. im Mai 2011 einen Staatsbesuch.
Wenige Wochen vor dem Ende ihrer ersten Amtszeit erklärte sie sich am 14. September 2004 zu einer weiteren Amtszeit bereit und wurde am 11. November 2004 zum zweiten Mal vereidigt. Nachdem sie verfassungsgemäß nicht für eine dritte Amtsperiode kandidieren konnte, wurde in der Präsidentschaftswahl 2011 Michael D. Higgins zu ihrem Nachfolger bestimmt. Er trat sein Amt am 11. November 2011 an.
Vor ihrer Präsidentschaft war McAleese:
- Pro-Vice Chancellor der Queen’s University Belfast
- Fianna Fáil-Kandidatin in der allgemeinen Wahl 1987
- Journalistin, Today Tonight, RTÉ (Raidió Teilifís Éireann)
- Reid-Professorin für Jura, Trinity College Dublin (“University of Dublin”)
- Ratgeberin der irischen katholischen Bischöfe während des New Ireland Forum
- zusammen mit Senator David Norris Gründerin der Kampagne für Gesetzesreformen zugunsten Homosexueller

1998 wurde sie zum Mitglied der Royal Irish Academy gewählt.
Sie ist verheiratet mit Martin McAleese.